# Gorō Miyazaki
Gorō Miyazaki (japanska: 宮崎 吾朗 Miyazaki Gorō?), född den 21 januari 1967 i Tokyo, Japan, är en japansk regissör och animatör. 
Miyazaki har regisserat de båda långfilmerna Legender från Övärlden (2006) och Uppe på vallmokullen (2011). Han regisserade även en animerad TV-serieversion efter Astrid Lindgrens Ronja rövardotter med premiär i japansk TV hösten 2014. Han är son till den japanske animatören och regissören Hayao Miyazaki.

## Biografi
Miyazaki är äldste sonen till animatörerna Hayao Miyazaki och Akemi Ōta. Han tog examen vid Shinshu-universitetets agrara institution och arbetade därefter som landskapsarkitekt. 1998 var han involverad i bygget av Studio Ghibli-museet i Tokyo-förorten Mitaka, och åren 2001–2005 var han museets (förste) chef.

### Legender från Övärlden
Filmen Legender från Övärlden är baserad på berättelserna om Övärlden av Ursula Le Guin. Bakgrunden till filmversionen är att Hayao Miyazaki i början av 1980-talet bad Le Guin om tillåtelse att få animera berättelserna om Övärlden. Le Guin, som på den här tiden var obekant med Miyazaki och med anime rent generellt, tackade nej till förfrågan.
Efter att Le Guin fått se Min granne Totoro ändrade hon dock uppfattning och ansåg att om någon skulle få tillåtelse att regissera en Övärlden-film, skulle det vara Hayao Miyazaki. Filmen gjordes vid en tid när Hayao Miyazaki producerade Det levande slottet, så han kunde då inte ställa upp som regissör. Istället blev det Hayao Miyazakis son Gorō, som även han var djupt fascinerad av Le Guins sagovärld, som fick regissera filmen. Studioproducenten Toshio Suzuki fattade beslutet efter att ha imponerats både över Gorō Miyazakis beslutsförmåga och hans teckningsförmåga. Studions val av Gorō Miyazaki som regissör föranledde en brytning mellan far och son, vilka i princip inte umgicks under tiden filmen producerades.

### Ponyo-inspiration
Gorō Miyazaki ska enligt Studio Ghiblis talesman Toshio Suzuki givit inspiration till rollfiguren Sōsuke i Hayao Miyazaki Ponyo på klippan vid havet. Att Gorō skulle ha varit den direkta förlagan till Sōsuke dementeras dock av Hayao Miyazaki själv.

### Uppe på vallmokullen
2011 hade en ny långfilm regisserad av Gorō Miyazaki premiär, Uppe på vallmokullen (japansk titel: コクリコ坂から, Kokuriko-zaka kara). Den blev betydligt mer framgångsrik än sin "föregångare" och präglades även av att far och son Miyazaki för första gången samarbetade på ett filmprojekt. Far Miyazaki var med och skrev filmmanuset. Idén att animera en shōjo-manga och förlägga historien till 1963 (då han själv inte ens var född) var inte Gorōs egen, och till en början var han kritisk till hela idén. Han förstod dock så småningom att filmens centrala motiv var djupare än ett enkelt konstaterande att "det var bättre förr", att det mer var en film som beskrev betydelsen av vänskap och "vardagens hjältar".

### Ronja Rövardotter som TV-serie
Hösten-våren 2014/2015 sändes TV-serien Sanzoku no musume Rōnya på japanska NHK. Serien är en animerad version av Astrid Lindgrens Ronja rövardotter, och detta var första gången Gorō Miyazaki regisserade en animerad TV-serie. Hans far, Hayao Miyazaki, har aldrig producerat någon film eller TV-serie efter Lindgrens verk. Hans och Isao Takahatas Panda, panda! (1972–73) gjordes dock med tydlig påverkan från Pippi Långstrump, efter att duon fått avslag från Lindgren på sin förfrågan att få animera Pippi.
TV-serien, som har inslag av 3D-animation, animerades av bolaget Polygon Pictures (The Sky Crawlers), i samarbete med Studio Ghibli. Ronja-serien, som i likhet med Studio Ghiblis Prinsessan Mononoke utspelas inne i skogen bland människor och andra varelser, har enligt Miyazaki flera viktiga teman:
| ”                     | /…/ både en historia om en flicka som växer upp, en berättelse om kärlek och utveckling mellan förälder och barn, och en historia om vänskapsband. Mitt mål [med serien] är att skapa ett verk som alla, barn som vuxna, kan tycka om. | „ |
| – Gorō Miyazaki, 2014 | |   |

## Filmografi (regi)
- 2006 – Legender från Övärlden
- 2006 – Fūsen Gum-suke to Wakaru (15-sekunders reklamfilm; engelska: Shigeru Sugiura's Gum-suke the Balloon)[9]
- 2011 – Uppe på vallmokullen
- 2014 – Ronja Rövardotter
- 2020 – Aya och häxan